# Dopady komunistického režimu na sportovce v Československu
Nástup komunistického režimu do Československa se odrážel do mnoha různých sfér. Jednou z nich byl i sport. Totalitní režim zásadním způsobem ovlivnil kariéry československých sportovců. Cílem režimu bylo ovládnout celou společnost a získat nad ní kontrolu. Právě kvůli tomuto aspektu se staly sport a školství hlavními složkami, ve kterých země sovětského bloku mohly formovat novou generaci přesně podle představ a komunistického ideálu. Sportovci byli pod neustálým nátlakem režimu. Často byli nuceni brát anabolika, kvůli čemuž se při dopingových zkouškách pozastavila činnost některých z nich. Neměli svobodu volby, jakým směrem chtějí jejich kariéru směřovat. Nebylo žádoucí, aby Československo porazilo Sovětský svaz, čímž se naopak o to více nabudili. Tuzemským sportovcům nebylo umožněno zúčastnit se letních olympijských her v Los Angeles roku 1984, což mělo být pro mnohé vrchol kariéry. Také nebyla možnost přestoupit do zahraničního týmu. Důvodem byl strach státní moci z útěků do exilu.

## Průnik politiky do sportu
Československo mělo v této době mnoho nadějných a úspěšných sportovců. Komunistický režim si uvědomoval, že jsou tito lidé velice vlivní, a že k nim běžní lidé každodenně vzhlíželi. Režimu docházelo, že by mohli případně šířit své zážitky ze západu, kam se dostali, když právě jezdili na olympiády nebo kterýkoliv jiný zápas, turnaj atd. Také se obávali, že by uprchli do exilu. Proto je představitelé komunistického režimu potřebovali držet pod kontrolou. Sport považovali lidé za největší a jedinou zbraň proti SSSR. Občané toužili po porážce Sovětů. Měli možnost ukázat svou sílu a tímto způsobem vše zlé Sovětům vrátit, i když bylo naprosto nežádoucí, aby je Českoslovenští závodníci porazili.

## Řízený doping
Řízený doping byl běžnou součástí života sportovce v komunistickém Československu. Organizovaný dopingový program se v ČSSR zrodil až v sedmdesátých letech. Chybělo mu však centrální řízení, takže nefungoval, tak jak bylo zamýšleno. Na začátku plánování se uskutečnil výběr případných kandidátů, kteří by mohli vyhrávat, tím pádem vozit medaile pro Československo. Jednotlivcům přišlo pozvání do oficiálního programu specializované péče, v rámci kterého jim byl následně pod lékařským dohledem aplikován doping pod podmínkou mlčenlivosti. Sportovci, kteří reprezentovali československý národ byli nuceni anabolika brát, někdy i aniž by věděli, co je jim dáváno. Pokud by užívání podpůrných látek odmítli, byl by jim udělen zákaz sportovní činnosti. Byli i sportovci, kteří na užívání anabolik následně zemřeli jako např. Jaroslav Brož nebo Jarmila Nygrýnová - Strejčková.

## Zlatá generace hokejistů
Po 2.světové válce byl československý hokejový tým velice úspěšný. Koncem 40. let získal dva tituly na Mistrovství světa a stal se tak pro Sovětský svaz těžkým soupeřem. První zlatá generace československých hokejistů však rychle skončila, když jim nebylo umožněno odletět na londýnský šampionát roku 1950. Komunističtí představitelé se obávali jejich hromadné emigrace, jelikož se už podařilo emigrovat několika sportovcům jako např. Áje Vrzáňové.  KSČ oficiálně podalo nepravdivé vysvětlení, že jim Britové odmítli vystavit víza. Rozčílení hokejisté se toho dne sešli v pražské hospodě a nedokázali skrývat své narážky na režim. Netušili, že je sleduje StB, které čekalo na podobnou záminku, aby mohlo hokejisty zatknout.  Jako důvod vykonstruované obžaloby byla údajná emigrace hráčů do Londýna, kde měli organizovat protistátní skupiny. Nejkrutější trest dostal gólman Bohumil Modrý, který se ani setkání v hospodě neúčastnil. Byl však považován za hlavu údajného spiknutí. Likvidace týmu, která většinu z nich připravila o nejlepší léta kariéry, činila zatčení 11 hráčů za velezradu a špionáž.

## Tenisoví emigranti
Sportovní hvězdy, kterým se podařilo emigrovat na Západ, byly následně odsuzovány veškerými státními médii. V 70. letech se podařilo emigrovat tehdy zatím nadějné tenistce Martině Navrátilové. Nikdy se o těchto sportovcích žádné zprávy v oficiálních československých sdělovacích prostředcích neobjevovaly. Do té doby se v USA stala jednou z nejúspěšnějších tenistek všech dob. Komunistický režim jí udělil v roce 1986 výjimku. Bylo jí povoleno hrát finále Poháru federace na Štvanici za její novou zemi. Dále v 80. letech emigroval Ivan Lendl. Poté byl médii označen za zrádce socialismu a přestalo se o něm psát. „Musel jsem z Československa odejít. Kvůli lepším podmínkám na přípravu i proto, že jsem poznal, co to je komunismus. Celý život jsem v něm strávit nechtěl. Vyniknout v tenise bylo pro mě jedinou šancí, jak se ho zbavit.“

## Emil Zátopek

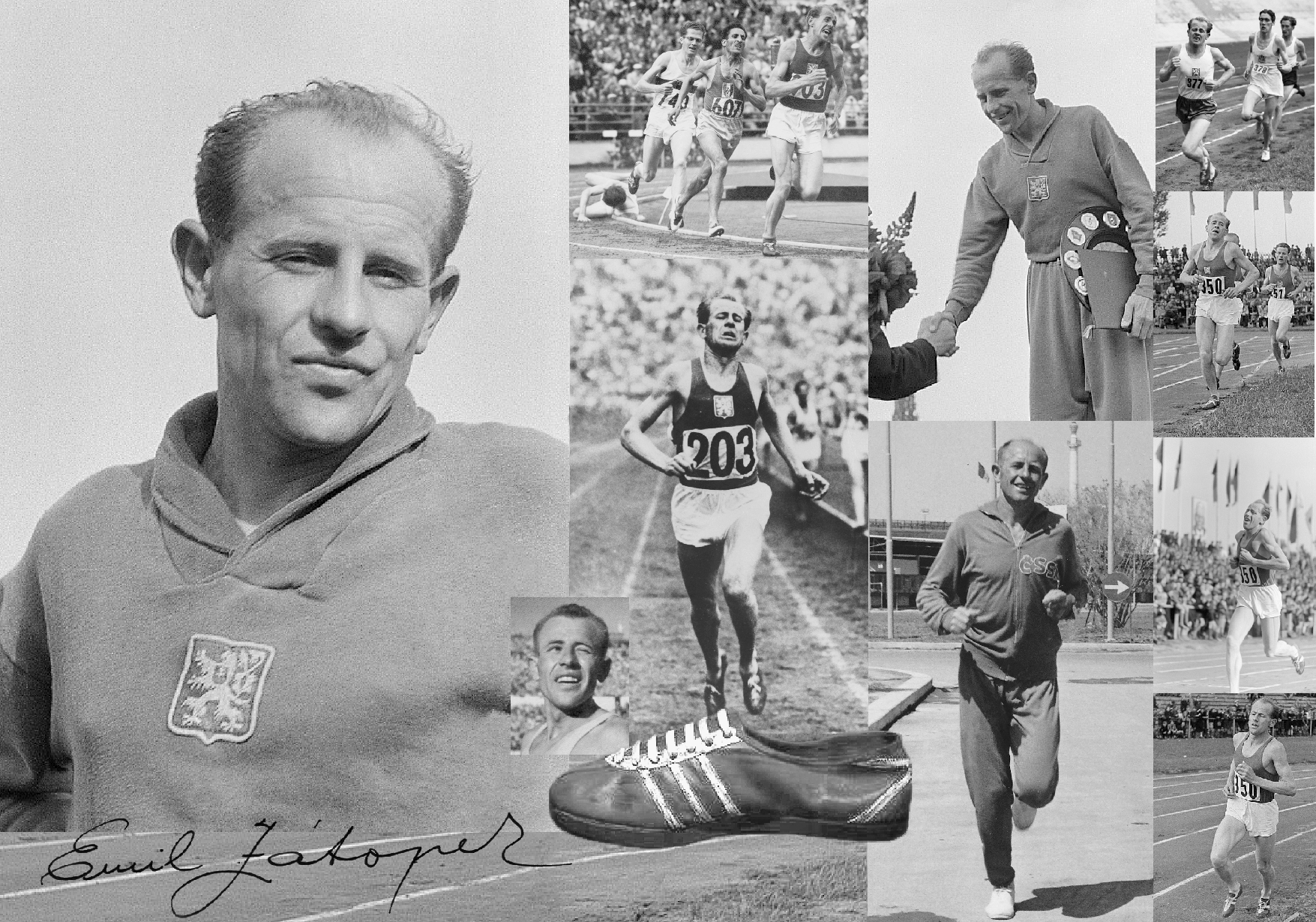
úspěšné okamžiky Emila Zátopka

Úspěšný atlet, držitel mnoha medailí a světových rekordů, držitel zlaté medaile z OH v Londýně a tří zlatých medailí z OH v Helsinkách, byli se svou manželkou Danou Zátopkovou velice populární pár atletiky. Už ve 20. letech, kdy začal závodit, byl ve svých kategoriích velice úspěšný. Koncem 40. let vstoupil do KSČ. Posuzoval celé dění ale z hlediska sportu. Stal se tak „loutkou" režimu, jelikož podle slov jeho manželky nikdy politice nerozuměl. Díky svému podvolení měl možnost zúročit svůj talent a v atletice během režimu uspět. „Chtěl běhat a závodit, a bral tedy na sebe i mimo atletiku úkoly, jejichž plnění mu to umožňovalo.“ Vynikající sportovec byl také součástí propagandy. Jeho podpis se objevil v Rudém právu pod prohlášením, jejž podpořilo trest smrti pro Miladu Horákovou. Roku 1968 se však v rámci Pražského jara postavil za obrodný proces a podepsal petici Dva tisíce slov. Pravděpodobně však podlehl nátlaku ze stranu KSČ a změnil svůj postoj k této události. Nepomohlo mu ani veřejné pokání a za tyto postoje byl vyloučen z armády i tělovýchovy a jediné pracovní místo našel v podniku Stavební geologie.„To, že je vlastně využíván, možná i zneužíván tím režimem, který tady přišel, tak on v podstatě o tom příliš nepřemýšlel. Pro něj bylo hlavní, že běhá a myslím, že by ho zaprvé oslavoval každý režim, protože to byla reklama, a on by to přijímal od každého, protože on si velice rychle zvykl na tu popularitu, kterou měl. Líbilo se mu v tom, měl to rád určitě“

## Věra Čáslavská

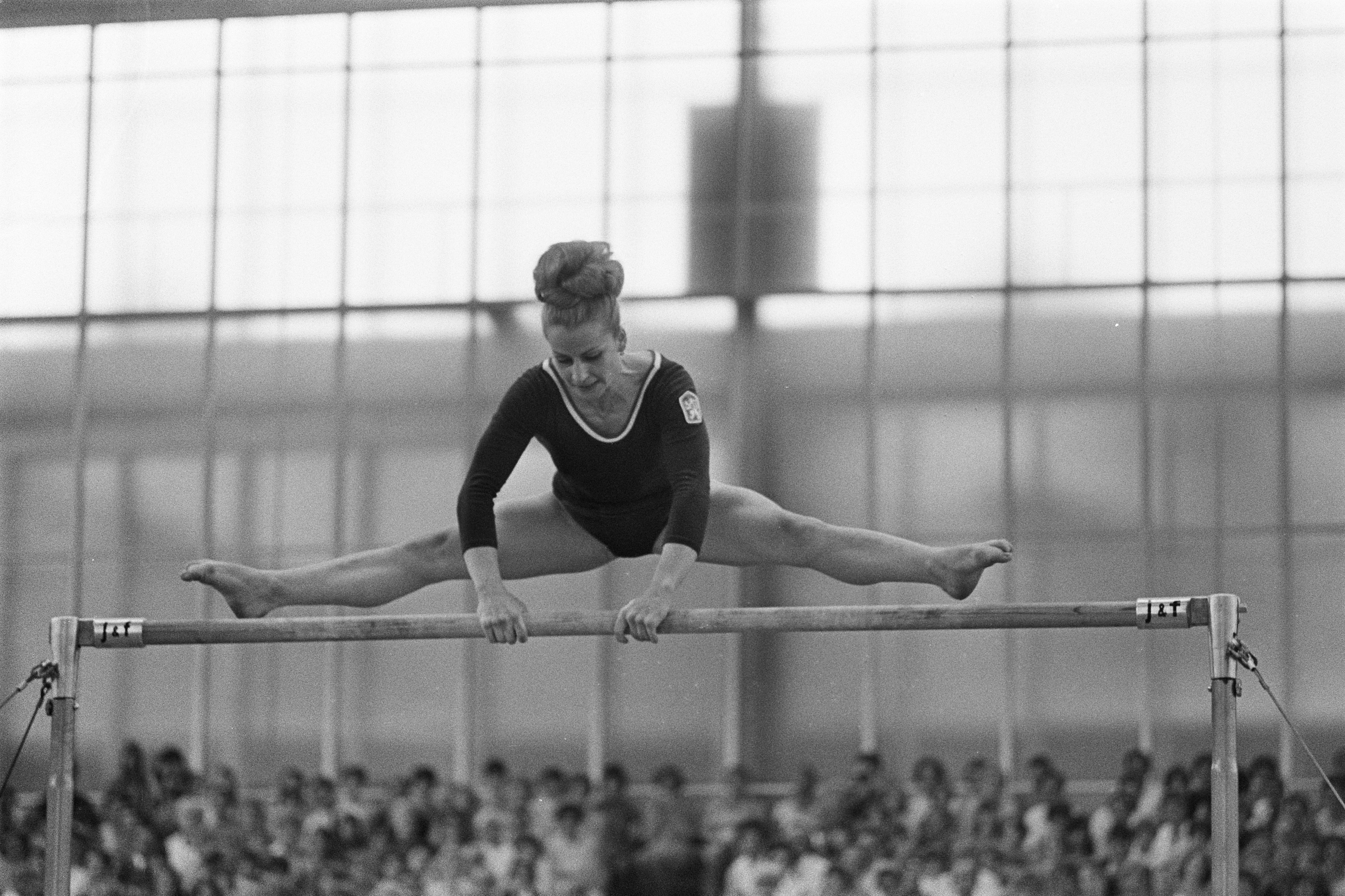
gymnastka Věra Čáslavská na MS Evropy v roce 1967

Čáslavská byla velmi úspěšná gymnastka, která podepsala manifest Dva tisíce slov. Byla symbolem touhy po svobodě, velice mediálně známá, odvážná a vlivná sportovkyně. Dokázala v lidech probudit kladné emoce a lásku k vlasti. Nebála se vyjádřit odpor k režimu pomocí činů např. když se v prostné umístila spolu se sovětskou gymnastkou Larisou Petrik na první pozici, nebála se sklonit a odvrátit hlavu, aby neviděla stoupat rudou vlajku při sovětské hymně. Její chování komunisty čím dál více ohrožovalo, přes nátlak se ale nedoznala svých chyb, proto jí nakonec vyloučili z tělovýchovy. Byl jí udělen zákaz cestování do zahraničí a byla často vyslýchána StB. Povolení ke sportu jí bylo uděleno až po pádu režimu roku 1989.